# Compiz
Compiz är en fönster- och kompositionshanterare för Xgl och AIGLX. I nuläget[när?] stöds Gnome bättre än KDE, men det är tänkt att Compiz i framtiden ska vara kompatibelt med så många skrivbordsmiljöer som möjligt. 
I och med version 4.1 av KDE finns dock alternativ till de funktioner som Compiz erbjuder inkluderade i skrivbordet och det är osäkert hur många av dessa användare som kommer att behålla Compiz. Compiz förblir dock troligen den kompositionshanterare som används för både Gnome och XFCE.
Utvecklarna bakom Beryl har återförenats med sina rötter i Compiz. Många insticksmoduler som fanns i Beryl finns nu i Compiz Fusion, som för övrigt är aktiverat som standard i Ubuntu 7.10 (Gutsy Gibbon).

## Insticksprogram
Compiz är designat för att stödja olika insticksprogram, som var och en ger olika effekter och egenskaper. De officiella insticksprogrammen är idag: 
- Move - Låter användaren specificera en tangent- och muskombination för att flytta valda fönster.
- Resize - Låter användaren specificera en tangent- och muskombination för att ändra storleken på ett valt fönster.
- Place - Får Compiz att automatiskt placera ut nya fönster på lämpliga platser, där de inte är i vägen.
- Fade - Får fönster, verktygstips och menyer att tona in och ut när användaren trycker på dem.
- Wobbly - Får fönster att se ut som de är mjuka som gelé när man flyttar eller ändrar storleken på dem.
- Minimize - Gör att fönster minimeras in med en mjuk förminskningsanimation.
- Rotate - Roterar mellan olika virtuella fönster som om varje fönster var en sida av en kub.
- Zoom - Zoomar in en godtycklig yta, eftersom alla fönster är 3D-objekt blir ytan inte kornig på samma sätt som en traditionell förstoring.
- Scale - Expose-liknande plugin som förminskar alla fönster vilket gör att du får en god överblick över alla startade program.